# アキュラシー・インターナショナル
アキュラシー・インターナショナル (Accuracy International) は、イギリスの銃器専門メーカー。

## 概要
オリンピックの射撃競技で2大会連続金メダルを獲得したマルコム・クーパーによって1978年に設立された。ポーツマスに拠点を置き、精密なスナイパーライフルのアークティア・ウォーフェアシリーズを製造していることで知られている。この高い精度をもつスナイパーライフルは、世界中の軍隊と警察で採用されている。
アキュラシー・インターナショナル製のライフルが成功した理由として、それまでの狙撃銃には見られなかった斬新なデザインがある。第一点はストック構造で、射撃競技銃の経験を生かしたサムホール型を採用した。さらにこのストックはアルミ製のシャーシがストック前端からバットプレートまでを貫き、アクション部は下から4本のボルトで固定されると共に工業用エポキシ・ボンドで接着固定されている。一見ストックに見える外側は、両側からネジ止めされている単なるカバーである。この構造こそが、アキュラシー・インターナショナル製ライフルを世に知らしめた所以である。これにより、非常にタフで環境変化の影響を受けにくい、安定した性能を提供するライフルとなった。
第二点はバレルが比較的容易に交換可能な点で、メーカーが用意しているバレル・チェンジング・キットとしっかりした万力があれば、5分で交換可能である。バレルのアクションへの装着は一般的なねじ込みで、クランピングとは異なる。バレル・チェンジング・キットに含まれるトルク・レンチを使って規定値に締め込むことで正確なヘッド・スペースが確保される。これは同社がISO9000認証を受けていることから得られる利点である。通常部隊のスナイパーだけでなく、潜入するHALOのスナイパーでも使用できるようフォールディング・ストックを装備できる。
アキュラシー・インターナショナルは2005年に破産したが、数ヵ月後に社員スタッフにより買い取られ、現在も稼働中である。破産の原因ははっきりしていない。

## 製品
- AWシリーズ
- AXシリーズ
- AW50
- AS50
- AX50